# آنتوان الوارت
آنتوان الوارت (انگلیسی: Antoine Elwart؛ ۱۹ سپتامبر ۱۸۰۸ – ۱۷ اکتبر ۱۸۷۷) آهنگساز، مربی موسیقی، و موسیقی‌دان اهل فرانسه بود.

## افتخارات
وی همچنین برندهٔ جوایزی همچون لژیون دونور (شوالیه) و جایزه بزرگ رم شده‌است.